# Ōda
Ōda (大田市?, Ōda-shi) è una città giapponese della prefettura di Shimane.

## Amministrazione

### Nella cultura Pop
La città fa da sfondo al film anime intitolato Words Bubble Up Like Soda Pop, pubblicato dalla piattaforma Netflix.

### Gemellaggi
- Daejeon, Corea del Sud
- Kasaoka, Giappone